# Leandra eichleri
Leandra eichleri är en tvåhjärtbladig växtart som beskrevs av Célestin Alfred Cogniaux. Leandra eichleri ingår i släktet Leandra och familjen Melastomataceae. Inga underarter finns listade i Catalogue of Life.